# Монтіє
Монтіє (фр. Montilliez) — громада  в Швейцарії в кантоні Во, округ Гро-де-Во.

## Географія
Громада розташована на відстані близько 70 км на південний захід від Берна, 12 км на північ від Лозанни.
Монтіє має площу 11,9 км², з яких на 7,3% дозволяється будівництво (житлове та будівництво доріг), 71,1% використовуються в сільськогосподарських цілях, 21,6% зайнято лісами, 0% не є продуктивними (річки, льодовики або гори).

## Демографія
2019 року в громаді мешкало 1819 осіб (+27,6% порівняно з 2010 роком), іноземців було 14,2%. Густота населення становила 153 осіб/км².
За віковим діапазоном населення розподілялося таким чином: 23,7% — особи молодші 20 років, 62,2% — особи у віці 20—64 років, 14,1% — особи у віці 65 років та старші. Було 754 помешкань (у середньому 2,4 особи в помешканні).
Із загальної кількості 252 працюючих 77 було зайнятих в первинному секторі, 70 — в обробній промисловості, 105 — в галузі послуг.